# Leptopetalum grayi
Leptopetalum grayi là một loài thực vật có hoa trong họ Thiến thảo. Loài này được (Hook.f.) Hatus. mô tả khoa học đầu tiên năm 1936.